# 了真寺
了真寺（りょうしんじ）は、東京都品川区にある曹洞宗の寺院。

## 概要
1653年（承応2年）、旗本赤松義利の正室長安院の開基である。夫の菩提を弔うために創建した。
墓地には、東京慈恵医院医学専門学校（現東京慈恵会医科大学）の創設者高木兼寛が建てた解剖供養塔がある。

## 交通アクセス
- 高輪台駅より徒歩4分。